# Jobst Fricke
Jobst Peter Fricke (* 5. September 1930 in Bielefeld) ist ein deutscher Musikwissenschaftler und emeritierter Professor am musikwissenschaftlichen Institut der Universität zu Köln.

## Leben
Fricke studierte zwischen 1952 und 1959 an der Universität Göttingen, der Universität Berlin und der Universität zu Köln die Fächer Physik, Musikwissenschaft, Psychologie und Kommunikationswissenschaften. 1959/1960 promovierte er mit der Arbeit Über subjektive Differenztöne höchster hörbarer Töne und des angrenzenden Ultraschalls im musikalischen Hören. 1960/1961 und von 1963 bis 1970 war er wissenschaftlicher Assistent am Musikwissenschaftlichen Institut der Universität Köln und hatte den Auftrag, dort eine Abteilung für musikalische Akustik zur Erforschung der akustischen und psychologischen Grundlagen der Musik aufzubauen. 1969 habilitierte sich Fricke, ebenfalls in Köln, mit der Arbeit Intonation und musikalisches Hören.
Seit 1970 hatte Fricke eine Professur an der Universität zu Köln und war Leiter der von ihm gegründeten Abteilung für musikalische Akustik. Seit 1972 hatte er zusätzlich einen Lehrauftrag für Akustik und Musikpsychologie an der Musikhochschule Köln. 1979/80 hatte er eine Vertretungsprofessur an der Uni Göttingen inne.
Fricke ist verheiratet und hat zwei Kinder.

## Wirken
Fricke beschäftigte sich mit der musikalischen Akustik und der systematischen Musikwissenschaft. So prägte er das Erklärungsmodell der Impulsformung zur Entstehung der Klangfarbe von Blasinstrumenten. Anhand dieses Modells wurden unter seiner Ägide am musikwissenschaftlichen Institut der Universität Köln die elektronischen Blasinstrumente Martinetta und Variophon entwickelt.
Fricke prägte den Begriff der systemischen Musikwissenschaft, die gegenüber der systematischen Musikwissenschaft noch die vergleichende Musikwissenschaft (auch „Musikethnologie“ oder „Ethnomusikologie“) einbezieht. Es ging ihm dabei zugleich um einen neuen Ansatz der Interdisziplinarität und eine Abkehr von Konzepten einer absoluten Musik in der Musikwissenschaft: „Als menschliches Phänomen, als Äußerungs-, Ausdrucks- und Kommunikationsmittel des Menschen ist das Phänomen Musik letztlich nur von den Eigenschaften, Möglichkeiten und Zielen des Menschen aus zu verstehen. Systemisch zu arbeiten bedeutet, dieses komplexe Gefüge von Wirkungsgrößen in seinem dynamischen Verhalten zu betrachten.“ Weitere Arbeitsgebiete Frickes waren die Musikkommunikation und die Grammatik der Musik.
Zu seinen Schülern gehören Wolfgang Auhagen, Roland Eberlein, Bernd Enders, Matthias Hornschuh, Christoph Reuter, Rudolf Wille und Rosemarie Tüpker.

## Schriften (Auswahl)
- Die Innenstimmung der Naturtonreihe und der Klänge. In: Festschrift für Karl Gustav Fellerer. Regensburg 1962.
- Klangeigenschaften von Clarinen der Cappella Coloniensis. In: Festschrift für H. Hüschen. Köln 1965.
- Moderne Ansätze in Mengolis Hörtheorie. In: Festschrift für Karl Gustav Fellerer. Köln 1973.
- Elektronische Blasinstrumente für Körperbehinderte. In: W. Moog (Hrsg.): Blasinstrumente für Behinderte. 1978.
- Als Herausgeber: Die Sprache der Musik: Festschrift Klaus Wolfgang Niemöller zum 60. Geburtstag. Bosse-Verlag, Regensburg 1989, ISBN 3-7649-2407-1.
- Mit Roland Eberlein: Kadenzwahrnehmung und Kadenzgeschichte: ein Beitrag zu einer Grammatik der Musik. Frankfurt am Main 1992, ISBN 3-631-44962-3.
- Intonation und musikalisches Hören. epOs-Music, Osnabrück 2012, ISBN 978-3-940255-14-3